# Belprahon
Belprahon és un municipi del cantó de Berna (Suïssa), situat a l'antic districte de districte de Moutier i a l'actual Berner Jura.

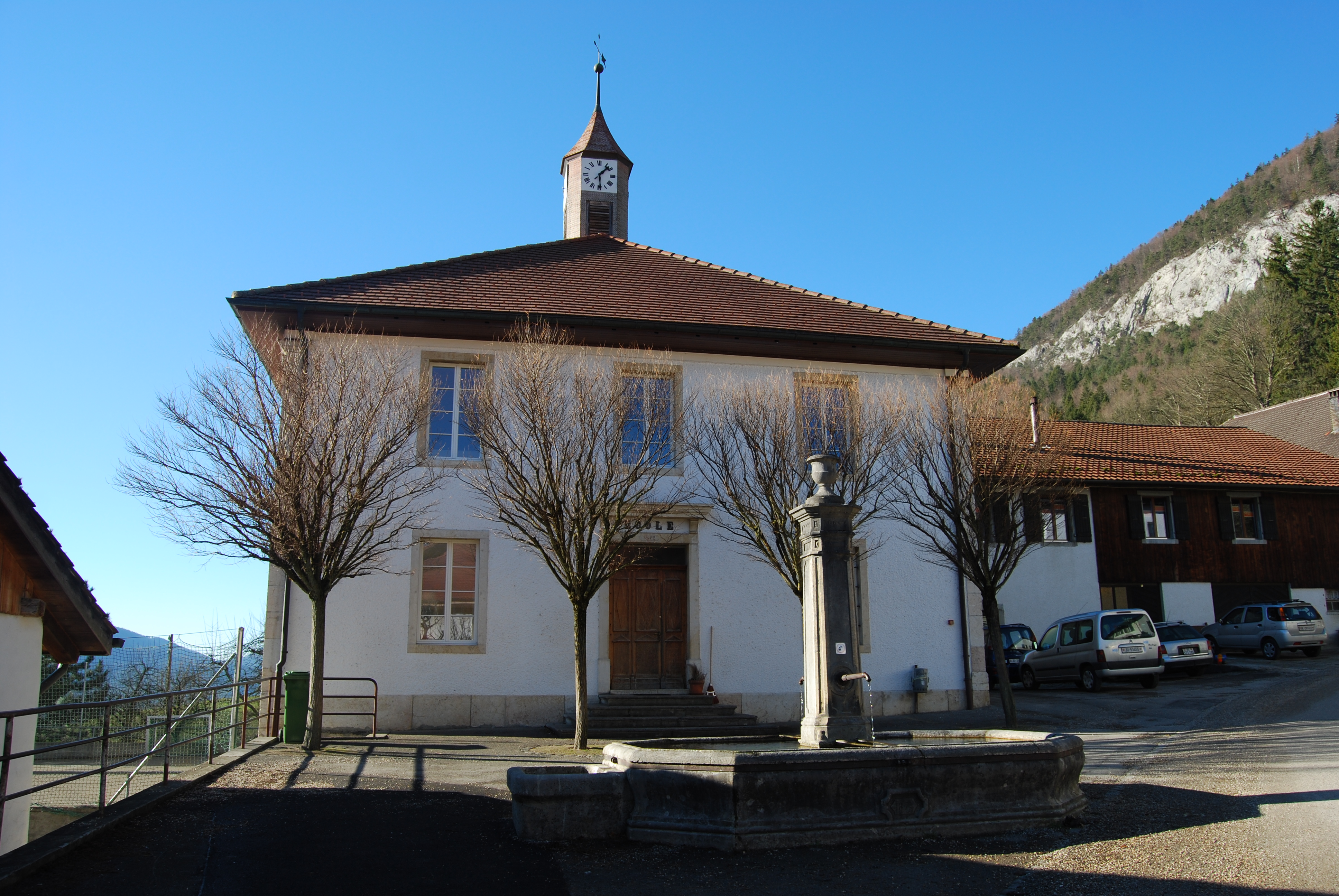
Belprahon